# BandSports
BandSports es un canal de televisión deportivo brasileño que pertenece al Grupo Bandeirantes de Comunicación y empezó emitir el 13 de mayo de 2002.

## Eventos deportivos

### Fútbol
- Campeonato Carioca
- Campeonato Carioca Serie A2
- Campeonato Brasileño Serie D
- Liga Profesional Saudí
- Copa del Rey de Campeones
- Copa Africana de Naciones
- Liga de Campeones de la CAF

### Atletismo
- Diamond League

### Baloncesto
- Euroliga
- Campeonato Brasileño de Baloncesto
- Campeonato Paulista de Baloncesto

### Beach Tennis
- Circuito Brasileño Femenino de Beach Tennis

### Deportes Motor
- AMG Cup Brasil
- Campeonato Mundial de Resistencia de la FIA
- Campeonato Mundial de Superbikes
- Copa Truck
- F1 Academy
- Fórmula 1
- Fórmula 2
- Fórmula 3
- Fórmula 4 Brasil
- Gold Classic
- Gold Turismo
- Fórmula E
- Grande Prêmio Cidade de São Paulo 1000 Milhas
- Império Endurance Brasil
- Mitsubishi Cup
- Moto 1000 GP
- MXGP
- Porsche Supercup
- Stock Car Pro Series
- Stock Series
- TCR Brasil
- TCR South America
- Turismo 1.4
- Turismo Nacional
- Yamalube R3 bLU cRU Cup South America

### Fútbol Sala
- Campeonato Catarinense de Futsal
- Liga Paulista de Futsal
- Liga Femenina de Futsal del Brasil
- Liga Nacional de Futsal del Brasil
- Copa del Brasil de Futsal
- Conmebol Libertadores Futsal

### Fútvoley
- Futevôlei Brasil

### Pelea
- Standout Fighting Tournament
- Prime Kickboxing
- Brazilian Wrestling Federation
- Centurion FC

### Vela
- SailGP

## Programas
- Acelerados
- Baita Amigos
- BandSports News
- BetBox TV
- Debate Pronto
- Depois do Jogo
- Doc BandSports
- Drops BandSports
- Encontro de Craques
- Esporte Agora
- Esporte Total
- Formula 2: Chasing the Dream
- Fórmula Band
- Formula E: Unplugged
- G4
- Maratona BandSports
- Momento Brasil Olímpico
- Na Reta dos Boxes
- Oléé S.A.
- Papo de Paddock
- Resenha do Galinho
- Resenha Motor
- SuperMotor
- Tempo Técnico
- Tour da Bola

## Personalidades del canal
- Aldo Luiz
- Alexandre Praetzel
- Álvaro José
- Arnaldo Ribeiro
- Beetto Saad
- Bernardo Ramos
- Cacá Bizzocchi
- Carlos Fernando
- César Barros
- Celso Miranda
- Charles Milani
- Clebérson Yamada
- Danilo Castro
- Eduardo Tironi
- Elia Júnior
- Fábio Salgueiro
- Fernando Fernandes
- Felipe Giaffone
- Isabela Ayami
- Ivan Bruno
- Jorge Nicola
- Juliana Yamaoka
- Júlio Gomes
- Leonardo Jens
- Lipe Paíga
- Max Wilson
- Maurício Barros
- Mirelle Moschella
- Mauro Falcon
- Napoleão de Almeida
- Nivaldo de Cillo
- Oliveira Andrade
- Patrick Winkler
- Paulo Jamelli
- Paulo Massini
- Pedro Martelli
- Pedro Ribeiro
- Rafael Spinelli
- Reginaldo Leme
- Ricardo Molina
- Rodrigo Bittar
- Rodrigo Lazzarini
- Rodrigo Mattar
- Sérgio Maurício
- Sérgio Lago
- Stefano Alba
- Thiago Kansler
- Tiago Mendonça
- Thomaz Rafael
- Vitor Guedes

## Imagen corporativa

### Eslogánés
- 2002 - 2016: O canal de todos os esportes (El canal de todos los deportes)
- 2006: O canal da Copa (El canal de Copa)
- 2016 - 2021: Sempre com o esporte (Siempre con el deporte)
- 2021 - presente: Aqui o esporte está em casa (Aquí el deporte está en casa)